# Ocotea fistulosa
Ocotea fistulosa är en lagerväxtart som beskrevs av Van der Werff. Ocotea fistulosa ingår i släktet Ocotea och familjen lagerväxter. Inga underarter finns listade i Catalogue of Life.